# Premiul Juvenil al Academiei
Premiul Juvenil al Academiei, cunoscut și ca Oscarul Juvenil, a fost un premiu Oscar special acordat la discreția Consiliul Guvernatorilor Academiei Americane de Film pentru actorii cu vârste de până în 18 ani, pentru „contribuțiile remarcabile aduse industriei filmului”.
Trofeul acordat era o statuetă Oscar în miniatură de aproximativ 18 centrimetri înălțime. Acesta a fost acordat pentru prima dată în 1935 actriței Shirley Temple, pe atunci în vârstă de 6 ani. Academia a continuat să acorde acest premiu cu întreruperi timp de 25 de ani, până în 1961, când Hayley Mills, în vârstă de 12 ani, a fost ultima persoană care a primit această statuetă pentru rolul său din Pollyanna.

## Câștigători
- 1934 - Shirley Temple
- 1938 - Deanna Durbin și Mickey Rooney
- 1939 - Judy Garland
- 1944 - Margaret O'Brien
- 1945 - Peggy Ann Garner
- 1946 - Claude Jarman Jr.
- 1948 - Ivan Jandl
- 1949 - Bobby Driscoll
- 1954 - Jon Whiteley
- 1961 - Hayley Mills